# Grand Prix USA Západ 1980
Grand Prix USA Západ 1980 (oficiálně Toyota Grand Prix of Long Beach) se jela na okruhu Grand Prix of Long Beach v Long Beach v Kalifornii ve Spojených státech amerických dne 30. března 1980. Závod byl čtvrtým v pořadí v sezóně 1980 šampionátu Formule 1.

## Kvalifikace
| Poř. | No. | Jezdec                | Konstruktér     | Čas      | Ztráta  |
| ---- | --- | --------------------- | --------------- | -------- | ------- |
| 1    | 5   | Nelson Piquet         | Brabham-Ford    | 1:17.694 | —       |
| 2    | 16  | René Arnoux           | Renault         | 1:18.689 | + 0.995 |
| 3    | 22  | Patrick Depailler     | Alfa Romeo      | 1:18.719 | + 1.025 |
| 4    | 10  | Jan Lammers           | ATS-Ford        | 1:18.783 | + 1.089 |
| 5    | 27  | Alan Jones            | Williams-Ford   | 1:18.819 | + 1.125 |
| 6    | 23  | Bruno Giacomelli      | Alfa Romeo      | 1:18.924 | + 1.230 |
| 7    | 28  | Carlos Reutemann      | Williams-Ford   | 1:18.964 | + 1.270 |
| 8    | 29  | Riccardo Patrese      | Arrows-Ford     | 1:19.071 | + 1.377 |
| 9    | 25  | Didier Pironi         | Ligier-Ford     | 1:19.276 | + 1.582 |
| 10   | 2   | Gilles Villeneuve     | Ferrari         | 1:19.285 | + 1.591 |
| 11   | 15  | Jean-Pierre Jabouille | Renault         | 1:19.316 | + 1.622 |
| 12   | 3   | Jean-Pierre Jarier    | Tyrrell-Ford    | 1:19.318 | + 1.624 |
| 13   | 26  | Jacques Laffite       | Ligier-Ford     | 1:19.455 | + 1.88  |
| 14   | 4   | Derek Daly            | Tyrrell-Ford    | 1:19.744 | + 2.050 |
| 15   | 11  | Mario Andretti        | Lotus-Ford      | 1:19.763 | + 2.069 |
| 16   | 1   | Jody Scheckter        | Ferrari         | 1:20.151 | + 2.457 |
| 17   | 29  | Jochen Mass           | Arrows-Ford     | 1:20.410 | + 2.716 |
| 18   | 6   | Ricardo Zunino        | Brabham-Ford    | 1:20.419 | + 2.725 |
| 19   | 31  | Eddie Cheever         | Osella-Ford     | 1:20.808 | + 3.83  |
| 20   | 12  | Elio de Angelis       | Lotus-Ford      | 1:20.830 | + 3.114 |
| 21   | 7   | John Watson           | McLaren-Ford    | 1:20.868 | + 3.174 |
| 22   | 21  | Keke Rosberg          | Fittipaldi-Ford | 1:20.911 | + 3.217 |
| 23   | 14  | Clay Regazzoni        | Ensign-Ford     | 1:20.984 | + 3.290 |
| 24   | 20  | Emerson Fittipaldi    | Fittipaldi-Ford | 1:21.350 | + 3.656 |
| 25   | 18  | David Kennedy         | Shadow-Ford     | 1:21.523 | + 3.829 |
| 26   | 17  | Geoff Lees            | Shadow-Ford     | 1:23.486 | + 5.792 |
| 27   | 8   | Stephen South         | McLaren-Ford    | 1:24.121 | + 6.427 |

## Závod
| Poř.   | No. | Jezdec                | Konstruktér     | Počet kol | Čas/Odstoupení          | Pořadí na startu | Body |
| ------ | --- | --------------------- | --------------- | --------- | ----------------------- | ---------------- | ---- |
| 1      | 5   | Nelson Piquet         | Brabham-Ford    | 80        | 1:50:18.550             | 1                | 9    |
| 2      | 29  | Riccardo Patrese      | Arrows-Ford     | 80        | + 49.212                | 8                | 6    |
| 3      | 20  | Emerson Fittipaldi    | Fittipaldi-Ford | 80        | + 1:18.563              | 24               | 4    |
| 4      | 7   | John Watson           | McLaren-Ford    | 79        | + 1 kolo                | 21               | 3    |
| 5      | 1   | Jody Scheckter        | Ferrari         | 79        | + 1 kolo                | 16               | 2    |
| 6      | 25  | Didier Pironi         | Ligier-Ford     | 79        | + 1 kolo                | 9                | 1    |
| 7      | 30  | Jochen Mass           | Arrows-Ford     | 79        | + 1 kolo                | 17               |      |
| 8      | 4   | Derek Daly            | Tyrrell-Ford    | 79        | + 1 kolo                | 14               |      |
| 9      | 16  | René Arnoux           | Renault         | 78        | + 2 kola                | 2                |      |
| 10     | 15  | Jean-Pierre Jabouille | Renault         | 71        | + 9 kol                 | 11               |      |
| Ret    | 21  | Keke Rosberg          | Fittipaldi-Ford | 58        | Přehřátí                | 22               |      |
| Ret    | 14  | Clay Regazzoni        | Ensign-Ford     | 50        | Nehoda na konci kariéry | 23               |      |
| Ret    | 27  | Alan Jones            | Williams-Ford   | 49        | Kolize                  | 5                |      |
| Ret    | 23  | Bruno Giacomelli      | Alfa Romeo      | 47        | Kolize                  | 6                |      |
| Ret    | 2   | Gilles Villeneuve     | Ferrari         | 46        | Řazení                  | 10               |      |
| Ret    | 22  | Patrick Depailler     | Alfa Romeo      | 40        | Zavěšení                | 3                |      |
| Ret    | 26  | Jacques Laffite       | Ligier-Ford     | 36        | Defekt                  | 13               |      |
| Ret    | 31  | Eddie Cheever         | Osella-Ford     | 11        | Řazení                  | 19               |      |
| Ret    | 28  | Carlos Reutemann      | Williams-Ford   | 3         | Řazení                  | 7                |      |
| Ret    | 3   | Jean-Pierre Jarier    | Tyrrell-Ford    | 3         | Nehoda                  | 12               |      |
| Ret    | 12  | Elio de Angelis       | Lotus-Ford      | 3         | Nehoda                  | 20               |      |
| Ret    | 9   | Jan Lammers           | ATS-Ford        | 0         | Řazení                  | 4                |      |
| Ret    | 11  | Mario Andretti        | Lotus-Ford      | 0         | Nehoda                  | 15               |      |
| Ret    | 6   | Ricardo Zunino        | Brabham-Ford    | 0         | Nehoda                  | 18               |      |
| DNQ    | 18  | David Kennedy         | Shadow-Ford     |           |                         |                  |      |
| DNQ    | 17  | Geoff Lees            | Shadow-Ford     |           |                         |                  |      |
| DNQ    | 8   | Stephen South         | McLaren-Ford    |           |                         |                  |      |
| Zdroj: |     |                       |                 |           |                         |                  |      |

## Průběžné pořadí po závodě
Pohár jezdců
| Pořadí | Jezdec           | Body |
| ------ | ---------------- | ---- |
| 1      | René Arnoux      | 18   |
| 2      | Nelson Piquet    | 18   |
| 3      | Alan Jones       | 13   |
| 4      | Didier Pironi    | 8    |
| 5      | Riccardo Patrese | 7    |
| Zdroj: |                  |      |

Pohár konstruktérů
| Pořadí | Konstruktér   | Body |
| ------ | ------------- | ---- |
| 1      | Renault       | 18   |
| 2      | Brabham-Ford  | 18   |
| 3      | Williams-Ford | 15   |
| 4      | Ligier-Ford   | 14   |
| 5      | Arrows-Ford   | 8    |
| Zdroj: |               |      |